# 1804 ve fotografii
Tento článek obsahuje významné fotografické události v roce 1804.

## Narození v roce 1804
- 28. února – Hércules Florence, francouzsko-brazilský malíř, fotograf a vynálezce († 27. března 1879)
- 1. března – Franz Hanfstaengl, německý malíř a fotograf († 18. dubna 1877)
- 21. října – Joseph-Philibert Girault de Prangey, francouzský fotograf a kreslíř († 7. prosince 1892)
- 4. prosince – Calvert Jones, velšský fotograf, matematik a malíř († 7. listopadu 1877)
- ? – Pascual Perez, jeden z prvních fotografů pracujících ve Španělsku († 1868)
- ? – Jules-Claude Ziegler, fotograf
- ? – Étienne Casimir Oulif, fotograf
- ? – Cornelis Hendrik van Amerom, fotograf
- ? – Robert Gill, fotograf
- ? – Charles Hippolyte Fockedey, fotograf
- ? – Joaquín Hysern, fotograf